# Центр промислової оптики
Центр промислової оптики (ЦПО) (пол. Przemysłowe Centrum Optyki PCO) — польська державна компанія, що виробляє:
- Система керування вогнем
- Прилади нічного бачення
- Системи виявлення лазерного випромінювання
- Системи спостереження

## Історія
У 1976 році створено «Центр промислової оптики, що будується», що має статус оборонного підприємства, що виконує завдання, пов’язані з обороною та безпекою держави. У 1994 році вона була перетворена на державну компанію з єдиним акціонером під назвою «Przemysłowe Centrum Optyki Spółka Akcyjna». У 2002 році 80% акцій компанії було передано «Bumar» sp.z o.o.
У 2008 році ЦПО переїхала у новозбудовану резиденцію за адресою вул. Jana Nowaka-Jeziorańskiego 28 у Варшаві.
У 2009 році Центр промислової оптики став одним з компаній, що увійшли до складу Bumar Soldier Division, створеного в рамках Bumar Group, який мав пропонувати продукцію, що становить екіпіровку бійця піхоти.
Колишнє місце розташування Przemysłowe Centrum Optyki SA було знесено у 2010 році. На його місці планується побудувати житлово-обслуговуючий комплекс.
26 вересня 2011 року внаслідок консолідації Bumar PCO SA Capital Group змінила назву на Bumar PCO SA і стала провідним Холдингом.
4 грудня 2013 року компанія змінила назву на PCO SA.
PCO SA належить Polska Grupa Zbrojeniowa S.A. консолідація польської оборонної промисловості.

## Діяльність

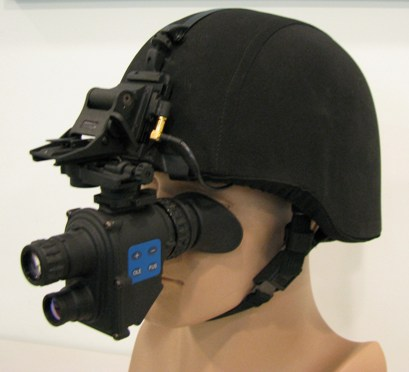
Монокуляр МТН-1, встановлений на шоломі

Діяльність ЦПО включає виробництво та продаж оптико-електронної продукції, приладів спостереження та прицілу з використанням лазерних, теплових та нічних засобів бачення, призначених для армії та інших військових служб. Крім того, компанія проводить науково-дослідні та дослідно-конструкторські роботи.
Продукція Центру промислової оптики включає, серед іншого:
- Тепловізійний приціл SCT RUBIN
- Базальтовий денний/нічний приціл, призначений для стрілецької зброї
- Монокуляр нічного бачення МУ-3М КОЛІБЕР
- Система відображення параметрів польоту SWPL-1 CYKLOP призначена для пілотів вертольотів
- Авіаційні окуляри нічного бачення PNL-3M, призначені для цивільного застосування
- Окуляри повітряного нічного бачення PNL-4
- Під LISWARTA денний і нічний командирський перископ, встановлений на танках Т-55, Т-55А, Т-55АМ, Т-72, Т-72М, БМП-1, БП-2, самохідних гаубицях Goździk та машинах технічного забезпечення тип WZT-1, WZT-2 і WZT-3
- Система термічного управління вогнем RADEW, розроблена, зокрема, для танків сімейства Т-72
- Універсальна система самозахисту автомобіля ССП-1 Обра-3 - призначена для виявлення опромінення транспортних засобів і військових об'єктів імпульсними далекомірами або лазерними освітлювачами та встановлення димової завіси в напрямку, звідки виникло опромінення.
- Тепловізійні камери KLW-1 ASTERIA, KMW-1 TEJA та KMW-3 TEMIDA

З квітня 2008 року штаб-квартира PCO SA знаходиться у Варшаві за адресою Jana Nowaka Jeziorańskiego 28, у комплексі будівель, розроблених спеціально для потреб роботи заводу.
Нині в компанії працює понад 600 кваліфікованих працівників.